# Atrichopogon alveolatus
Atrichopogon alveolatus är en tvåvingeart som beskrevs av Nielsen 1951. Atrichopogon alveolatus ingår i släktet Atrichopogon och familjen svidknott.
Artens utbredningsområde är Danmark. Inga underarter finns listade i Catalogue of Life.